# 大森仙太郎
大森 仙太郎（おおもり せんたろう、1892年（明治25年）10月3日 - 1974年（昭和49年）12月24日）は、日本の海軍軍人。最終階級は海軍中将。海軍特攻部長、第7艦隊司令長官を務めた。熊本県熊本市出身。

## 経歴
1892年10月3日、熊本で大森太郎吉の息子として生まれる。熊本中学校卒業。1913年12月、海軍兵学校41期を16番の成績で卒業。在学中に品行善良章を授与された。1914年12月、海軍少尉任官。1919年12月、大尉に昇進。海軍水雷学校高等科を卒業。その後、第15艇隊艇長、葦駆逐艦長、陸奥分隊長、野風水雷長、響駆逐艦長、榛名分隊長を歴任、1925年12月、少佐に昇進、水雷学校教官に着任する。魚雷の『命中射角図による射法計画法』を発表し海軍魚雷射法を完成する業績を残した。
その後、連合艦隊参謀、波風駆逐艦長、夕霧駆逐艦長、1934年10月、第16駆逐隊司令。11月、大佐に昇進。1935年11月、第21駆逐隊司令着任。1936年12月、海軍大学校特修科入学。その後、神川丸艦長、水雷学校教頭などを歴任した。1939年11月、伊勢艦長に着任。その後、1940年10月、第1水雷戦隊司令官に着任し、11月に海軍少将に昇進する。
1941年12月に開戦した太平洋戦争を第1水雷戦隊司令官として南雲忠一中将の指揮する空母機動部隊に参加し真珠湾攻撃、セイロン島沖海戦に参加する。1942年11月、第5戦隊司令官に着任。1943年11月、ブーゲンビル島沖海戦に参加するも惨敗し解任。同月、水雷学校校長に着任。1944年5月、中将に昇進した。
マリアナ放棄決定後の1944年6月25日、元帥会議で特攻が示唆され、嶋田繁太郎軍令部総長兼海相は奇襲兵器促進班を設け実行委員長を定めるように指示した。それによって7月1日、大森の海軍特攻部長任命が発令された（正式就任は9月13日）。軍令部出仕及び艦政本部出仕を兼務。水中水上特攻を重視しての人選であった。大森は全権を自分に委ね、どの部署も自分の指示を聞くようにするという条件で引き受けた。中澤佑軍令部第一部長によれば特攻のイニシアティブを握っていたのは大森と軍令部2部長黒島亀人少将であったという。
捷号作戦に合わせて震洋隊の編成を急がれ、特攻兵器震洋の特攻隊員を育成する。大森によれば、心配だったのは震洋搭乗員の志願者が集まるかだったが、思ったより多かったため安心したという。
終戦直後の1945年8月20日、第7艦隊司令長官に着任する。同年10月、予備役に編入された。
1948年3月、公職追放の仮指定を受けた。
1974年12月24日に死去した。